# Xã Hurricane, Quận Lincoln, Missouri
Xã Hurricane (tiếng Anh: Hurricane Township) là một xã thuộc quận Lincoln, tiểu bang Missouri, Hoa Kỳ. Năm 2010, dân số của xã này là 4.240 người.